# 天津电气科学研究院
天津电气科学研究院有限公司，原为天津電氣傳動設計研究所，中國機械工業集團有限公司屬下機構，是在1954年成立，主要業務国家电气传动及自动化、低压电控配电装置和中小型水力发电成套设备的主要科研开发和生产等，現任董事長仲明振。
1999年，被中國機械工業集團有限公司收購本集團，已被國務院批准。